# ابن قدامة
موفق الدين أبو محمد عبد الله بن أحمد بن قدامة بن مقدام، العدوي، القرشي، المقدسي، الجَمَّاعيلي، ثم الدمشقي، الصالحي أحد أئمة وشيوخ المذهب الحنبلي. مؤلف كتاب المُغْنِي ويمكن اعتباره من أكبر كتب الفقه في الإسلام والمذهب الحنبلي.

## سيرته
ولد بجمَّاعيل (تسمى اليوم جماعين) من عمل نابلس في فلسطين في شعبان سنة 541 هـ. الموافق 1147 م وفي تلك السنة قامت الحملة الصليبية الثانية بقيادة لويس السابع ملك فرنسا، وكونراد الثالث ملك ألمانيا، وبعد ذلك بثمان سنوات استولى الصليبيون على فلسطين فهاجر أحمد بن قدامة مع أسرته إلى دمشق، وطلب عبد الله العلم في دمشق، ثم في بغداد حيث رحل إليها هو وابن خالته الحافظ عبد الغني المقدسي صاحب عمدة الأحكام والمحدث الكبير المتوفى سنة 600 هـ، فدرسا على شيخ الحنابلة عبد القادر الجيلاني، وغيره من مشايخ بغداد، وقد خدم الموفق المقدسي المذهب الحنبلي خدمة عظيمة بمؤلفاته المفيدة، ومنها: العمدة، والمقنع، والكافي في فقه الإمام أحمد بن حنبل، والمغني.
ولما زحف صلاح الدين الأيوبي جيوش الإسلام لتحرير فلسطين في شهر المحرم سنة 583 هـ/ 1187م كان الشيخ ابن قدامة في مقدمة تلك الجيوش، وشرفه الله بالمشاركة في حصار الكرك، وعكا، وفتح طبرية، ومعركة حطين قرب النبي شعيب في 25 من شهر ربيع الثاني حيث أُسر ملك الإفرنج جيفري، وأميرهم أرناط، وشارك الشيخ ابن قدامة مع صلاح الدين في تحرير طبريا وعكا والناصرة وقيسارية وصفورية وتبنين وصيدا، وتحرير بيروت في 29 جمادى الأولى، وتحرير عسقلان، وفتح القدس يوم الجمعة 27 من شهر رجب الفرد، ونصب فيها المنبر الذي أرسله نور الدين بن محمود زنكي، وكان الشيخ ابن قدامة في الثانية والأربعين من عمره، وكان يقضي وقته بين التدريس والجهاد في سبيل الله، ولما بلغ التاسعة والسبعين من عمره وافاه الأجل يوم عيد الفطر المبارك سنة 620 هـ/ 1223 م، ودفن في مغارة التوبة بمدينة دمشق.

## وصفه الخلقي
قال الضياء: كان تام الخلقة أبيض مشرق الوجه أدعج كأن النور يخرج من وجهه لحسنه واسع الجبين طويل اللحية قائم الأنف مقرون الحاجبين صغير الرأس لطيف اليدين والقدمين نحيف الجسم ممتعا بحواسه.

## طلبه للعلم
حفظ القرآن دون سن البلوغ وحفظ مختصر الخرقي وتعلم أصول الدين، وكتبَ الخط المليح، وتتلمذ على يد كبار مشايخ دمشق وأعلامها فنبغ، ثم سافر إلى بغداد هو وابن خالته الحافظ عبد الغني المقدسي سنة إحدى وستين، وأقاما بها أربع سنوات يدرسان على شيوخها. ومنهم عبد القادر الجيلاني وابن الجوزي وعاد إلى دمشق.

## شخصيته
تظهر شخصية ابن قدامة من خلال كتاباته التي تدلل على قوة شخصيته، وتميز تفكيره، واستقلالية رأيه، ونفوذ بصيرته، وسلامة عقيدته، يتبع الحق ولا يجامل في الباطل، اتضح حبه للعلم حيث ارتحل وسافر لأجل طلبه، فقد رحل إلى بغداد والموصل ومكة المكرمة، ثم عاد إلى العراق ثم إلى دمشق.

## قول العلماء فيه
- قال أبو عمرو بن الصلاح: «مارأيت مثل الشيخ موفق.»
- وقال ابن تيمية عنه: «ما دخل الشام - بعد الأوزاعي - أفقه من الشيخ موفق.»
- وقال ابن رجب الحنبلي : «الفقيه الزاهد الإمام شيخ الإسلام وأحد الأعلام، وقال أيضا : هو إمام الأئمة ومفتي الأمة خصه الله بالفضل الوافر والخاطر الماطر، طنّت في ذكره الأمصار وضنّت بمثله الأعصار.»
- وقد وصفه الذهبي بأنه كان من بحور العلم وأذكياء العالم.
- وقال الكتبي ــ صاحب فوات الوفيات ــ : «كان إماما حجة مصنفا متفننا محررا متبحرا في العلم كبير القدر.»
- ونقل الذهبي عن الضياء المقدسي قوله : «سمعت المفتي أبا بكر محمد بن معالي بن غنيمة يقول : ما أعرف أحدا في زماننا أدرك درجة الاجتهاد إلا الموفق.»
- وقال الصفدي : «كان أوحد زمانه إمام في علم الخلاف والفرائض والأصول والفقه والنحو والحساب والنجوم السيارة والمنازل.»
- وقال ابن كثير عنه:[6] «إمام عالم بارع، لم يكن في عصره بل ولا قبل دهره بمدة أفقه منه.»

## وفاته
توفي يوم السبت يوم الفطر عام 620 هجرية الموافق 28/ 10/ 1223، ودفن في دمشق بجبل قاسيون خلف الجامع المظفري، وقد شيعته دمشق بجنازة حافلة.

## من مؤلفاته
1. عمدة الفقه.
2. المقنع.
3. الكافي في فقه الإمام أحمد بن حنبل.
4. المغني : وهو أكبر كتبه ومن كتب الإسلام المعدودة.
5. الاستبصار : في الأنساب.
6. الاعتقاد.
7. ذم التأويل
8. ذم الوسواس.
9. روضة الناظر وجنة المناظر.
10. فضائل الصحابة
11. القدر.
12. مسألة في تحريم النظر في علم الكلام.
13. مناسك الحج.
14. التبيين في أنساب القرشيين.
15. تحريم النظر في كتب أهل الكتاب.
16. البرهان في مسألة القرآن.
17. ذم ما عليه مدعو التصوف.
18. رسالة إلى فخر الدين بن تيمية في عدم تخليد أهل البدع في النار.
19. كتاب التوابين.
20. الرقة والبكاء.
21. فضائل عاشوراء.
22. فضائل العشر.
23. الفوائد.
24. صفة العلو - لله الواحد القهار
25. القدر.
26. قنعة الأريب في الغريب.
27. المتحابين في الله.
28. مختصر علل الحديث.
29. مختصر الهداية.
30. مشيخة شيوخه.
31. الكفر والتوحيد [محل شك].
32. الوصية.
33. لمعة الاعتقاد الهادي إلى سبيل الرشاد.
34. المناظرة في القرآن.

## مصدر
1. ↑  المُعرِّف متعدِد الأوجه لمصطلح الموضوع | Muwaffaq al-Dīn ʻAbd Allāh ibn Aḥmad Ibn Qudāmah، QID:Q3294867
2. ↑  الأعلام للزركلي 67/4
3. ↑  روضة الناظر وجنة المناظر ص 1
4. ↑  الذهبي، محمد بن أحمد (1405 هـ). تحقيق شعيب الأرنؤوط (المحرر). سير أعلام النبلاء (ط. 3). بيروت: مؤسسة الرسالة. ج. مج22. ص. 165–173. {{استشهاد بكتاب}}: تحقق من التاريخ في: |سنة= (مساعدة)
5. ↑  ابن قدامة وآثاره الأصولية، (ج1)، عبد العزيز السعيد، كلية الشريعة، جامعة الإمام محمد بن سعود الإسلامية، الرياض، الطبعة الثانية، 1399هـ/1979م، ص84-85
6. ↑  البداية والنهاية/الجزء الثالث عشر/ثم دخلت سنة عشرين وستمائة على ويكي مصدر